# Mamankhe
Mamankhe – gaun wikas samiti we wschodniej części Nepalu w strefie Meći w dystrykcie Taplejung. Według nepalskiego spisu powszechnego z 2001 roku liczył on 241 gospodarstw domowych i 1367 mieszkańców (713 kobiet i 654 mężczyzn).